# Moya Brennan
Moya Brennan, nota anche con lo pseudonimo di Máire Brennan (pronuncia [mˠaːrʲə nʲiː vɾˠiːn̪ˠaːn]; nata Máire Philomena Ní Bhraonáin; Gaoth Dobhair, 4 agosto 1952), è una musicista irlandese.
Ha cominciato la sua carriera con il suo gruppo di famiglia, i Clannad, di cui ha fatto parte per alcuni anni anche la sorella minore Enya.
Moya Brennan ha registrato 17 album coi Clannad e ha vinto un Grammy, un BAFTA e un Ivor Novello award col suo gruppo. 
La sua carriera solista comincia nel 1992 con l'album Máire, seguito due anni dopo da Misty Eyed Adventures.
Nel 1998 esce Perfect Time e un anno dopo Whisper to the Wild Water. L'album ottiene una nomination ai Grammy Awards del 2001 nella categoria Best New Age Album.
Ha lavorato a numerose colonne sonore, è sua la voce in Tell Me Now (What You See), brano principale di King Arthur, e della canzone I Will Find You nel film del 1992 L'ultimo dei Mohicani.
Ha inoltre lavorato con Shane MacGowan dei Pogues, Alan Parsons, Bono, Robert Plant, Van Morrison, Michael McDonald dei Doobie Brothers, Chicane, Bruce Hornsby, Def Leppard, The Chieftains, Paul Young, Paul Brady, Michael Crawford, Joe Jackson e Ronan Keating.
In totale ha registrato 25 album, e venduto oltre 20 milioni di copie. Dal 2002 ha cominciato a usare il nome Moya Brennan, più vicino alla pronuncia del suo nome in gaelico.

## Discografia

### Album
- Máire (1992)
- Misty Eyed Adventures (1994)
- Perfect Time (1998)
- Whisper To The Wild Water (1999)
- New Irish Hymns (2002) (with Joanne Hogg and Margaret Becker)
- Two Horizons (2003)
- Óró - A Live Session (2005) (album live)
- An Irish Christmas (2005)
- Signature (2006)
- Signature Special Tour Edition (2007) (album live)
- Heart Strings (2008) (album live)
- My Match Is A Makin (con Cormac de Barra) (2010)
- T with the Maggies (con T with the Maggies) (2010)
- Voices & Harps (con Cormac de Barra) (2011)
- Affinity (con Cormac de Barra) (2013)

### Singoli
- Against the Wind (1992)
- Jealous Heart (1992)
- Beating Heart (1992)
- Big Yellow Taxi (1994)
- The Days of the Dancing (1995)
- You're the One (con Shane McGowan) (1995)
- Heal This Land (1998)
- The Big Rock (1998)
- Perfect Time (1998)
- The Light on the Hill (1999)
- Saltwater (con Chicane) (1999)
- Follow the Word (2000)
- Show Me (2003)
- Tara (2003)
- Carol of the Bells (2005)
- No One Talks (2007)
- Merry-Go-Round (2007)
- Holiday Trio (2007)
- Green to Gold (con Grand Canal)
- Sailing (con Cormac de Barra)